# Megachile acanthura
Megachile acanthura är en biart som beskrevs av Cockerell 1937. Megachile acanthura ingår i släktet tapetserarbin, och familjen buksamlarbin. Inga underarter finns listade i Catalogue of Life.